# Betriebskrankenkasse Heimbach
Die Betriebskrankenkasse Heimbach (BKK Heimbach) war eine betriebsbezogene Krankenkasse der Heimbach-Gruppe mit Sitz im Dürener Stadtteil Mariaweiler im Kreis Düren, Nordrhein-Westfalen.
Die Betriebskrankenkasse war nur für die Mitarbeiter der Firmen Heimbach GmbH & Co. KG und Heimbach Filtration GmbH sowie deren Familienangehörige geöffnet.
Im Jahre 2008 wurden Leistungen für etwa 2,9 Mio. Euro erbracht.
Zum Jahresbeginn 2014 fusionierte die Kasse mit der actimonda krankenkasse.